# Kannellampi
Kannellampi är en sjö i kommunen Joensuu i landskapet Norra Karelen i Finland. Sjön ligger 126,3 meter över havet. Den är 12,5 meter djup. Arean är 1,09 kvadratkilometer och strandlinjen är 10,48 kilometer lång. Sjön  ingår i Jänisjokis huvudavrinningsområde.   Den ligger omkring 22 kilometer öster om Joensuu och omkring 390 kilometer nordöst om Helsingfors. 
I sjön finns öarna Koljosensaari och Tarmansaari. 